# Нове (роман)
„Нове“ су роман српске књижевнице Јелене Димитријевић, објављен 1912. у издању Српске књижевне задруге. Роман приповеда о животу турских жена у Солуну на почетку двадесетог века. Главна јунакиња је Емир-Фатма, осамнаестогодишња Туркиња, која покушава да помири своје ново, модерно, западноевропско образовање са старим, строгим правилима традиционалног и репресивног друштва Отоманске империје. Фатма и жене из њене околине, покушавајући да остваре често сасвим нејасне снове, сусрећу се са строгим правилима и прописима, који стварају слојевиту слику стварности представљену у овом роману. Поред антрополошки занимљивих епизода из турских харема, свадбених и других обичаја, роман Јелене Димитријевић приказује и ширу слику крупних друштвено-историјских промена у Отоманском царству пред Младотурску револуцију. Такође, роман одликују експлицитни феминистички ставови, као и отворени прикази лезбијских и инцестуозних тежњи, које су се рађале у затвореном свету харема, где су жене биле окружене стално истим лицима. Роман је исприповедан у трећем, свезнајућем лицу, које се комбинује са приповедањем у првом лицу уз помоћ приповедних поступака уметања у текст личних писама и дневничких забелешки.
„Нове” су једини роман Јелене Димитријевић објављен за време њеног живота. Написала га је након дугогодишњег интересовања за женске хареме. Иако је награђен након изласка, а потом и преведен на руски језик, роман је након ауторкине смрти био заборављен. На почетку двадесет првог века расте и интересовање критичара и читалаца за ово књижевно остварење.

## Радња романа
Радња се одиграва у Солуну на почетку двадестог века. Главна јунакиња Емир-Фатма је осамнаестогодишња Туркиња из добростојеће породице која живи у старом делу Солуна, Имарету. На почетку романа она одлази у посету код стричеве породице, која живи на Јалији. Она је посебно блиска са својом сестром од стрица Мерсијом. Фатма и Мерсије су такозване Нове, то јест турске девојке које су због друштвеног престижа биле васпитаване на западноевропски начин. Обе су развиле велику љубав према европском начину живота, о коме су стекли представе махом кроз француске романе и дубоко су незадовољне османлијским традиционалним животом. Живот у харему је за њих живот у затвору. Емир је дубоко несрећна јер пати због одласка своје француске учитељице. Одвојене у харемима од мушкараца, жене су неретко развијале лезбијску љубав према другим женама, те је тако и Емир жудела за својом учитељицом. Емир је, такође, блиска са својом баком Шехназе-ханум и тетком Аруф-Ханум. Док је Шехназе образована на персијској и арапској литератури, пропутовавши већи део Блиског истока, Аруф је Нова, образована на француској традицији, која активно учествује у борби за бољи положај жена.
Заплет започиње када Емир изненада на тераси угледа непознатог младића у кога се заљубљује. Испоставља се да се младић зове Џемал, да се образовао у Европи и да је сестрић њихове комшинице Нурије. Нурија је бивша другарица њене мајке Сафет са којом породица не прича већ месецима. Емир и Мерсије скривене иза решетака харема посматрају Џемала и заједно маштају о њему. Једне ноћи Џемал преко крова долази до Емире и саопштава јој своју љубав. Међутим, Емирин отац Хасан-беј уговара ћеркину свадбу са непознатим цариградским младићем. Емир сломљена пада у постељу, али читаву ситуацију спашава Аруф. Наиме, Аруф шаље анонимно писмо свом зету, где га обавештава о свакојаким лажима будућег зета. Хасан беј раскида веридбу, а Нурија долази да се помири са Сафетом и да испроси Емиру за свог сестрића Џемала. Приповедање се успорова широким и детаљним описом свадбе Емир и Џемала.
Емир-Фатма и Џемал у првим данима брачног живота живе срећно. Међутим, након што је наступио рамазански пост, Емир се уздржава од додира супруга, те Џемал одлази у град. Из града се враћа пијан и напада ножем Емиру, показујући своју мрачну страну. Џемалова мајка признаје да су превалили младу Туркињу и њену породицу. Она открива да је сву породичну имовину бахато прокоцкала на харемске проводе са другим женама, а да њен син Џемал не само да болује од алкохолизма, већ и да је у Солун протеран казном јер је пијан починио убиство. Нурија, Џемалова мајка, Аруф и још три жене из Цариграда покушавају да помогну младенцима пошто су свесни да између њих постоји љубав. Нурија предлаже да доведу муфтију и сведоке пред којима би се Џемал заклео да неће више никада окусити алкохол. У случају да прекрши заклетву његов брак са Емиром би се аутоматски поништио. Џемал пристаје, али је жеља за алкохолом јача, те убрзо крши заклетву. Пошто су сада разведени, жене доводе муфтију који опет венчава несрећени пар. Међутим, Џемал крши заклетву по други пут, а потом и по трећи пут. Пошто се по муслиманском закону не могу венчати и четврти пут, уцевељена Емир се враћа својој породици.
Емир и тетка Аруф кују нови план. Наиме, Емир жели да изабере за следећег мужа напраситог мушкарца, који ће се брзо развести од ње. На тај начин би опет стекла могућност да се венча са Џемалом. Она бира Османа, лепог али гордог мушкарца из богате породице. Осман је отерао већ три жене наизглед због најмање ситнице, а у ствари због тога што је у инцестуозној вези са женом свога брата. Пошто је жена у харему могле да се сусретне искључиво са женама или са мушкарцима из најближе породице, неретко се упуштала у везу са пасторком, девером или неким другим сродником. Емир се брзо удаје за Османа, а још брже се од њега разводи, те поново стиче право да се венча са Џемалом.
Међутим, Хасан-беј овога пута одбија да уда ћерку за алкохоличара и сиромашног мушкарца. Емир, која је то тада увек повлађивала очевој вољи, овога пута се супроставља оцу. Хасан сматра да му је ћерка полудела. Ариф помаже својој сестричини да побегне од куће и да се заједно са Џемалом укрца у брод за Париз. После годину дана Хасану стиже беба, његова унука, а потом и вест да је Емир умрла у Паризу. Емирина последња жеља гласи да жели да јој се ћерка васпитава традиционално, а никако по западноевропским начелима. Ариф добија Емирин дневник из Париза у коме се открива сва Емирина несрећа у Паризу. У Солуну није могла да живи као Туркиња, а у Паризу није могла да живи као Европљанка.

## Пријем романа у књижевној критици
Роман „Нове” је објављен 1912. у издању Српке књижевне задруге, ондашњој најугледнијој издавачкој кући у Краљевини Србији. Задрузи је роман препоручио књижевни критичар Павле Поповић. Роман је награђен годишњом књижевном наградом Српске књижевне задруге.
Након ауторкине смрти 1964. роман је био заборављен. Јован Деретић га уопште и не помиње у важној студији „Српски роман, 1800-1950”. Предраг Палавестра у „Историји модерне српске књижевности”, наводи да роман „Нове”...с темом из живота жена на Оријенту, где су тек стигли први одјеци промена у оријенталном свету, није зрачио снагом и оригиналношћу, али је утицао на даљу еманципацију патријархалне жене и био израз нових схватања и новог духа у култури.
На почетку 21. века долази до нових читања и новог вредновања овог романа. Књижевни проучаваоци су га читали кроз феминистичке, наратолошке и оријенталистичке приступе проучавања књижевног дела. Биљана Дојчиновић, књижевна историчарка, у поговору за друго издање закључује: У целини, „Нове” не само да говоре о немогућности успостављања поузданих граница између унутрашњег и спољашњег света, него својим суморним исходом, изведеним из чворишта историјског тренутка и ликова потиснутих у приватност, показује немогућност поузданог одређивања граница стварности и сна, реалног и нереалног, фиктивног и фактивног, у друштву које је управо опседнуто њиховим постављањем.